# Stictoptera esmeralda
Stictoptera esmeralda är en fjärilsart som beskrevs av Holloway 1976. Stictoptera esmeralda ingår i släktet Stictoptera och familjen nattflyn. Inga underarter finns listade i Catalogue of Life.